# 1103

## Догађаји
- Пролеће – Боемунд I, нормански принц Антиохије, пуштен је из селџучког тамничарства у Никсару, након што је плаћен откуп од 100.000 златника. Током његовог одсуства, Танкред (Боемундов нећак) напада Византинце и поново осваја градове Тарс, Адану и Мамистру у Киликији. Танкред је лишен свог господства Боемундовим повратком и награђен је малим феудом у Кнежевини Антиохији.
- Крсташи под командом Рејмонда IV нападају долину Бека и заузимају Тортосу како би изоловали Триполи. Рејмонд се шири према реци Оронт и почиње да гради замак на Монс Перегринусу, што помаже у опсади Триполија. Цар Алексије I подржава крсташе слањем византијске флоте (десет бродова) да блокира луку Триполи.
- Српски кнез Владимир Војислављевић проглашен је за краља Дукље (1103—1114).
- Лето – Крсташи предвођени Боемундом I и Жосленом од Куртенеја пљачкају територију Алепа како би се снабдели. Освајају град Муслимију и наплаћују велики данак. Султан Фахр ел-Мулка Радван, селџучки владар Алепа, пристаје да плати 7.000 златника и десет коња крсташима, док Боемунд пристаје да ослободи све селџучке заробљенике заробљене у Муслимији.
- 27. април – Анселмо, надбискуп Кентерберијски, поново одлази у егзил након спора са краљем Хенријем I око именовања бискупа и опата на важне црквене положаје.
- 5. август – Матилда од Шкотске, краљица Енглеске као супруга Хенрија I, рађа њиховог првог сина Вилијама Аделина у Винчестеру. Већ имају ћерку, принцезу Матилду.
- 24. август – Краљ Магнус III је убијен у бици са Улаидима у Алстеру. Сигурд Јорсалфаре, Ојстајн Магнусон и Олаф Магнусон га наследе као заједнички краљеви Норвешке.
- Ли Ђие, кинески министар, објављује свој технички трактат о кинеској архитектури „Јингзао Фаши“, током владавине цара Хуи Зонга из династије Сунг.
- Војска Чампе, под краљем Џајом Индраварманом II, извршила је пљачку на граници Даи Вијета и покренула битке за повратак три провинције у региону Да Ли.

## Смрти
- Ерик I Дански

- Магнус III Босоноги

- Одо I од Бургундије